# Вейделєвський район
Вейделє́вський райо́н — адміністративна одиниця Росії, Бєлгородська область. До складу району входять 1 міське і 11 сільських поселень.

## Історія
Район утворено 30 липня 1928 року у складі Острогозького округи Центрально-Чорноземної області. З 13 червня 1934 року - у складі Воронезької області, з 6 січня 1954 року - у складі Бєлгородської. В 1963 - 1965 роках до складу району входила територія Ровеньського району.

## Адміністративний устрій
- міське поселення селище Вейделєвка
- Білоколодязьке сільське поселення
- Великоліпяговське сільське поселення
- Викторопольське сільське поселення
- Должанське сільське поселення
- Закутчанське сільське поселення
- Зенинське сільське поселення
- Клименковське сільське поселення
- Кубраковське сільське поселення
- Малакеєвське сільське поселення
- Миколаївське сільське поселення
- Солонцинське сільське поселення